# ミュート (ギター)
ミュート (mute) は、原義は「無音」「沈黙」で、音楽用語としては、何らかの方法で音を弱める奏法を意味する。さまざまな楽器で使われるが、この記事では、ギターのミュートについて述べる。ミュートに弱音器（この器具自体もミュートと呼ぶことがある）を使う楽器も多いが、ギターにおいては弱音器を使用したミュートよりも奏法による音色・音量の調節が一般的である。
方法は何通りかあるが、基本的には、弦に指を軽く触れ、弦振動を阻害することにより音が出づらくしたり、また振動中の弦に触れて振動を止め音を止めたりする演奏技法である。またそれを応用したカッティングという奏法が可能。以下、一般的な構え方である左手で押弦、右手でピッキング（ストローク）する事を前提に解説する。

## ブリッジミュート
低音を強調した太めで柔らかめなサウンドを出すために用いられる奏法。
音を出す前にブリッジより少しネック側付近の弦の上に、右手側面を乗せるように触れて出音を抑える。なお、完全に音が消えない程度に触れるのがコツである。原理としては、弦振動が抑えられるために低音が強調される。

## ブラッシング
ミュートした音を弾く演奏技法。音程感のまったく無いパーカッシブな音を得られる。

## カッティング
和製英語。英語ではStrumming。実音とブラッシング、そして休符を織り交ぜ歯切れの良いサウンドでリズムを生み出す演奏技法。

## 余弦のミュート
バレーコードを弾く際など、出音したくない弦をピッキングして余計な音が出る事を防ぐための演奏技法。右手の空いている指で弦に軽く触れるか、左手の空いてる指または出音させたくない弦の直近の指を、出音させたくない弦に軽く触れてピッキング（ストローク）を行う。例えばバレーコードの「Bm」であれば、セーハした人差し指を少し上に突き出させて6弦に触れさせる。なお音の共鳴により、ピッキングしていない弦が勝手に音が鳴り出す現象を防ぐ目的でも使用されることがあるが、予測がつきづらいため音が鳴ってしまった後からミュートするのが一般的である。

## ミュート機構
一部のエレクトリックギターにだけ備え付けられている構造で、フェルトやスポンジ等の素材のパーツをボディに備え付けられているノブを操作することにより、そのパーツを弦に軽く触れさせ音をマイルドにする装置のこと。グレッチ・カントリージェントルマンやフェンダー・ジャガー等にみられる。音程が若干上がってしまうので、曲中でのオン、オフには向いていない。